# 27509 Burcher
27509 Burcher este o planetă minoră (asteroid), cu un diametru de 6,399 km, din centura de asteroizi. A fost descoperită pe 7 aprilie 2000 la Stația Anderson Mesa de Lowell Observatory Near-Earth-Object Search. 
Obiectul prezintă o orbită caracterizată de o semiaxă mare de 3,0850437 UAi, o excentricitate de 0,04, o înclinație de 11,48771 ° în raport cu ecliptica.